# 黑糖群俠傳
《黑糖群俠傳》（英語：The Legend of Brown Sugar Chivalries）是一部2008年由Channel [V]星空傳媒旗下團體Lollipop棒棒堂（現分拆為JPM和Lollipop@F）和黑Girl（八妞妞）繼《黑糖瑪奇朵》後第二次合作主演的台灣青春偶像劇，是「黑糖系列」的劇集之二。本劇以中國功夫的精髓，帶出全新的偶像劇風潮。並號稱集合了韓國《火山高校》、英國《哈利波特》、香港《龍虎門》的精髓結合而成的，以現代人的思維，來觀賞千年前各大武林門派在時下的運籌帷幄。
這部偶像劇並未像《黑糖瑪奇朵》一樣採用Lollipop棒棒堂及黑Girl（八妞妞）的全員一起拍攝，Lollipop棒棒堂主要參與成員有王子、小煜和阿緯，而黑Girl的主要參與成員有小薰、丫頭、小蠻和MeiMei。其他Lollipop棒棒堂及黑Girl成員則只是客串演出。

## 劇情簡介
《黑糖群俠傳》（下簡稱「黑俠」）講述在一個現代社會中的一群人以自成一格的生活方式和學習態度存活於武林世界中。故事發生在「西城武藝學院」（下簡稱「西城」）中，當時江湖之中依然是正邪對立，為了傳說中分別藏在四所學校的「功夫寶典-七星絕殺陣-四部經書」正邪兩方分別使出全力搶奪，因為誰得到它們，誰就擁有控制武林的力量。爭奪的過程中出四方武林高手紛紛出籠，各界英雄好漢不分男女即將聚首，江湖上的驚滔駭浪一觸即。
「黑俠」劇中各角色都是中國武術傳人後代以及高手。西城學生令狐聰（王子 飾）、陸見寧（丫頭 飾）、任瑩瑩（小薰 飾）、郭敬（阿緯 飾）、楚琉香（小煜 飾）、小聾女（小蠻 飾）、韋曉寶（阿本 飾）和伊賀蒼太（小馬 飾）各有各的性格，但他們的武藝高強，所以被西城校長訓練他們七位修習「七星絕殺陣」（除陸見寧外），對抗邪教奪回失去的四書功夫寶典以及抵抗他們再發大，而最終目標就是對抗邪教人物東方不敗的後人東方不拜（范瑋琪飾）及他的手下「五人幫」：聖女護法（MeiMei 飾）和邪教護法（鬼鬼、甯兒、Apple和大牙 飾）。其中並環繞了丐幫之主洪十八（敖犬 飾）及天山童荖之外孫女小護士（張家寧飾）等人的愛恨情仇之中。

## 角色

### 西城學生
| 角色     | 演員                        | 介紹 |
| 令狐聰   | 邱勝翊 （JPM）              | 令狐、大師兄、令狐沖後人、任瑩瑩男友、陸見寧前男友、七人陣法人選之一 擅長：獨狐九劍、後來修成易筋經 主修劍法，其他武功也可耍得淋漓盡致，是西城學生群中的首席高手，加上天生的高貴優雅外表，西城里有十分多“粉絲”。三歲時被遺棄在竹林而成了孤兒，幸好被西城校長收留及成了西城的學生。生性豪邁爽朗，從不把名利輸贏放在心上。在西城生活過程中，有一位可愛的小師妹女友見寧，戀情像極了天真童話故事，卻在瑩瑩進西城後，與瑩瑩相處中慢慢愛上她，但介於小師妹見寧，沒能面對自己的心。為了救任憾天而喪失內力，又發生見寧愛上郭敬、開始承認自己愛上瑩瑩卻無能等事，決定離開西城。後得到天山童姥的幫助恢復了武功，被十八與楚琉香推一把，與瑩瑩有情人終成眷屬，並笑傲江湖成為新「西城雙俠」。 |
| 任瑩瑩   | 小薰 （黑Girl）             | 瑩瑩、任盈盈後人、令狐聰女友、楚琉香前女友、任撼天之女、七人陣法人選之一 擅長：軟騰鞭法等邪教、非中原正統武功 因為父母親與邪教有牽纏不清的關係，常被外人誤會她是邪教的人，甚至是派到西城的臥底。瑩瑩偽裝堅強，個性冷漠孤僻，後被令狐聰的溫暖而敞開心房。曾為忘掉令狐聰，與楚琉香交往，後分手。後期與見寧、小聾女成為好姊妹。因令狐聰離開西城，決定找回他，後被十八與楚琉香推一把，與令狐聰有情人終成眷屬，並笑傲江湖成為新「西城雙俠」。 |
| 陸見寧   | 詹子晴 （黑Girl）           | 見寧、小師妹、建寧公主後人、郭敬女友、令狐聰前女友、陸大有之女 擅長：易容術、魚腸劍法、少林齊眉棍等峨嵋派武功 個性迷糊也可愛，也有著小孩般任性脾氣。因為出身武林名門，父母都是武林高手，才勉強自己去學武。武學成績吊車尾，每次考試都要靠令狐聰的暗中幫助才能勉強過關。本來與令狐聰是一對情侶，號稱「西城雙俠」，後愛上郭敬，因得知其父是西城臥底和殺害校長之兇手，被東方不敗刺激而精神崩潰。最後一集，因郭敬照顧，漸漸有恢復好轉。 |
| 郭敬     | 阿緯 （Lollipop@F）         | 郭靖後人、陸見寧男友、任瑩瑩、陸見寧、令狐聰的師弟、七人陣法人選之一、後成為西城護法 擅長：大力金剛掌 個性憨厚、直率，沉迷於武俠小說和漫畫，常幻想成為行俠仗義的武林高手，但實際上卻是老是被人欺負、占便宜。東城護法死前將畢生的功力傳給了他，然而他並不自知，且因為他完成東城護法交托的事，加上西城校長十分欣賞他的俠義心腸，因而讓郭敬得以進入西城學武。加入西城后，在其他學生眼中是個大麻瓜，但由於他天性善良、正義感十足，反而得到令人艷羨的際遇。後成為得到周大通的徒弟，武功大躍進，也在進西城就學生活過程中，愛上見寧。 |
| 楚琉香   | 楊奇煜 （Lollipop@F）       | 琉香、楚留香後人、原為東城學生、任瑩瑩前男友、七人陣法人選之一 擅長：彈指神功、梯雲縱 個性風流、玩世不恭，在他心目中，人生就該及時行樂。天資聰穎加上外貌俊帥，所以不論是武藝上的成就、或是女人的愛慕，對他都是唾手可得的，但只有任瑩瑩令他怎麼也搞不定。對任瑩瑩一見鍾情，後來深愛她。為了得到任瑩瑩的認同，漸漸改變了自己遊戲人生的態度，不惜讓自己成為令狐聰替代品，與瑩瑩交往，後分手。與十八聯手推一把祝福瑩瑩與令狐聰，心裡依然深愛瑩瑩。 |
| 小聾女   | 小蠻 （黑Girl） 童年:劉若禕 | 小龍女後人、原為北城學生、韋曉寶女友、七人陣法人選之一、後成為西城福利社老闆娘 擅長：獅吼功 又是個男人婆、超級大耳背（粵語“撞聾”）一個，從未有談過戀愛，但對愛情極有憧憬，與鬼才韋曉寶是一對冤家，曾誤以為楚琉香是兒時白馬王子，後來才得知是韋曉寶，並交往。 |
| 韋曉寶   | 阿本 （Choc7） 童年:范譽嘉  | 曉寶 韋小寶後人、原為南城學生、四校聯刊的總編輯、小聾女男友、七人陣法人選之一 擅長：神行百變 有一流的說功加上極高的智商，但厚臉皮、只愛錢，又怕事。貪小便宜，有美女就把，小時候就有著貪財世儈的個性，從來沒有耐心學任何一種武功，但就是常拍老師馬屁，特別是有權勢或是美女老師，所以在南城也占有一席之地。小聾女是他唯一絕不想把的女生，因為在韋曉寶眼中的小聾女是一個男人，根本不是個女人，后來才知道原來小聾女是自己小時候有過一段邂逅的女生，並交往。 |
| 伊賀蒼太 | 小馬 （Choc7）              | 蒼太 擅長：獨門的伊賀派忍術，而主修則是手裏劍 心中永遠想著要做第一，原本也在轉世傳人七人名單內，后因無法接受自己不是眾人武功之首，竟受誘惑，被邪教控制，讓令狐險遭遇不測。幸好最終醒悟，為維護正義的傳承出一分力。 |
| 霜兒     | 林筳諭 （黑Girl)            | 霜兒學妹、雙兒後人、原為南城學生、韋曉寶的師妹 主修刀法 武功高強，並能夠抵擋的住小聾女的獅子吼功，為南城轉到西城的轉學生，目的在於參加七星訣殺陣的名單。總把韋曉寶當成心里仰慕及欣賞的偶像，與小聾女為好戰友，亦是情場上的競爭對手。一樣同為七星訣殺陣中的人。 |

### 邪教
| 角色     | 演員                                  | 介紹 |
| 東方不拜 | 范瑋琪 （現真身前由B2聲演）           | 東方教主、東方不敗後人、邪教之首 原是西城創校者的學生，在未成教主前，還是西城的學生時與任憾天、西城校長是同学兼好友。與天山童荖、周大通齊名的武功高手，以前曾與天山童荖、周大通大戰七天七夜不分胜败，但因此受伤，因而命令聖女護法替自己取得冰佛膽，取得冰佛膽後恢復功力。殺害聖女護法、陸大有、任母，但最後被令狐聰殺死。                                                                                        |
| 聖女護法 | MeiMei （黑Girl）                     | 「五人幫」之一、日月神教教徒後人、東方不拜的愛將 擅長：紫蚺毒掌、絕頂輕功、輕暗器及一系列邪教武功 因從小生長在孤兒院，被當時還未自立門戶的東方教主東方不拜收養，東方不拜供她讀書學藝，讓聖女護法感恩在心，於是她也養成了善用外表來接近小朋友。其實這只是要吸收加入組織的新血，由於進孤兒院之前所遭受的家庭暴力，令她變得個性偏激，手段陰險兇狠。因行動失敗被東方不拜奪去一隻眼睛，最後死在陸大有和東方不拜手下。 |
| 邪教護法 | 吳映潔 張甯兒 Apple 周宜霈 （黑Girl） | 「五人幫」之一、日月神教教徒後人 擅長：邪教武功 東方不拜和聖女護法的手下 |
| 藍鳳煌   | 唐以菲                                | 藍兒、藍鳳凰後人、為令狐聰和任瑩瑩的好友 擅長：放毒、毒酒功 個性敢愛敢恨又雞婆、因也是邪教出身，與任瑩瑩有著相同的背景。在一次因緣際會之下，遇見令狐聰及任瑩瑩並救了她。原來是她犯了教規、愛上了平凡的人，所以遭到東方教主處罰；幸好被令狐聰與任瑩瑩搭救，至此也讓三人成了莫逆之交。為了撮合任瑩瑩與令狐聰曾在兩人的果汁中下迷藥。                                                                               |

### 西城老師
| 角色     | 演員   | 介紹 |
| 西城校長 | 王德生 | 校長、西城創校者的學生、周大通之師侄 和任憾天在東方不拜未成教主前，還是西城的學生時與東方不拜是同学兼好友。最後被陸大有所殺。 |
| 西城護法 | 王經緯 | 西城老師之一 是西城最高職位之護法 |
| 金鑲玉   | 陳孝萱 | 金老師、師娘、金花婆婆傳人、西城的內功心法老師、福利社的老闆娘、周大通前妻 擅長：內功心法 與韋曉寶是職場上的對手。被誤認為是邪教臥底。於第9集為救周大通去協助西城真正內應取回犯案證據(血)被戴上郭敬面具的令狐聰發現，被廢掉武功，最後與周大通退隱江湖。 |
| 陸大有   | 張克帆 | 陸老師、陸見寧之父、西城老師 很疼自己女兒，也非常了解她的想法，也因為此陸見寧才能一直成績不好卻可待在西城。暗中與東方不拜串通，是邪教內奸，是害死校長的兇手。最後被東方不拜殺死。 |
| 小護士   | 張家寧 | 護士小姐、Miss Cheung、小丫頭、天山童荖的外孫女 擅長：飛針及點穴 以前是南城的高材生，后曾是西城的老師。為了將七傳人一網打盡，她用盡各種方法來博取各人信任。後來她被眾人發現行為可疑，以為她是東方不拜派西城的臥底，可是眾人都推測她可能是有難言之隱或是要換回自己親人的性命才會這樣做。郭敬和天山童荖相遇，發現天山童荖是小護士的姥姥，才得知小護士是為了姥姥，要得到武林秘籍才潛入西城的。 |

### 武林高手
| 角色     | 演員   | 介紹 |
| 天山童荖 | 周曉涵 | 姥姥、天山童姥後人、周大通的舊情人 擅長：棒棒糖神功、吸血鬼大法 外孫女為小護士。是與東方不拜、周大通齊名的武功高手，曾與周大通合作大戰東方不拜七天七夜不分胜败，因此打伤東方不拜。喜歡拆散熱戀中的情侶。                                                                          |
| 洪十八   | 敖犬   | 十八、Eighteen、洪七公後人、丐幫第十八代之幫主 擅長：降龍十八掌 喜歡任瑩瑩，曾向任瑩瑩求婚，後來與楚琉香一同撮合任瑩瑩與令狐聰。 |
| 周大通   | 許效舜 | 師父、大通、师叔周伯通傳人、西城創校者的師弟，（因此西城校长称呼他为 師叔）、金鑲玉前夫、天山童荖的舊情人、郭敬師父 擅長：大力金剛掌、少林三十六路伏魔掌 和東方不拜、天山童荖齊名的武功高手。曾與天山童荖合作大戰東方不拜七天七夜不分胜败，因此打伤東方不拜。最後與金鑲玉退隱江湖 |

### 任家
| 角色   | 演員            | 介紹 |
| 任撼天 | 馬幼興          | 任瑩瑩父親、西城創校者的學生、西城校长 在東方不拜未成教主前，還是西城的學生時與東方不拜是同学兼好友。後被東方不拜拘禁，最後在西城樹林自刎而死。 |
| 任母   | 譚筱嵐          | 任瑩瑩母親 死於東方不拜的毒掌 |
| 任瑩瑩 | 小薰 （黑Girl） | 瑩瑩 任撼天女兒 參見西城學生 |

### 客串
| 角色     | 演員                  | 介紹                                  |
| 羅納度   | 廖允 （JPM）          | 殺手、陸大有手下 倆人合稱「足球雙俠」 |
| 貝克漢   | 廖威廉 （Lollipop@F） | 殺手、陸大有手下 倆人合稱「足球雙俠」 |
| 邪教護法 | 吳映潔 （黑Girl）     | 參見邪教                              |
| 邪教護法 | 張甯兒 （黑Girl）     | 參見邪教                              |
| 邪教護法 | Apple （黑Girl）      | 參見邪教                              |
| 邪教護法 | 周宜霈 （黑Girl）     | 參見邪教                              |

## 週邊商品

### 黑糖群俠傳電視原聲帶
已於2008年10月3日發行的《黑糖群俠傳電視原聲帶》收錄以下五首歌曲的錄音版本以及其配樂十一首：
1. 藏經閣（Lollipop棒棒堂）The Sutra Chamber
2. 對不起（王子）Sorry
3. 秘密基地（Lollipop棒棒堂）Secret Base
4. Dear Baby（小煜、阿緯、王子、小薰、丫頭、小蠻）
5. 只要你還記得（Lollipop棒棒堂 - 小煜）As Long As You Remember
6. 衝進藏經閣 (配樂) Go In The Sutra Chamber
7. 藏經閣之秋 (配樂) Autumn From The Sutra Chamber
8. 真的很抱歉 (配樂) It's Very Sorry
9. Sorry遊樂園 (配樂) Sorry Amusement Park
10. 我不是故意的 (配樂) I Am Not Deliberately
11. Our Base (配樂)
12. 前往下一站 (配樂) Go On Next Place
13. Dear Honey Baby (配樂)
14. Pizzicato Baby (配樂)
15. 記得那年的旅行嗎？(配樂) Remember The Journey Of That Year?
16. 我不會忘記 (配樂) I Won't Forget

### 活動
鮮芋仙推出「黑糖群俠傳」，特選八種獨家配料：
- 黑糖粉圓、芋圓、紅豆、地瓜圓、天山雪蓮、花豆、綠豆、薏仁，另外淋上香濃黑糖蜜
  - 芋圓：令狐聰
  - 地瓜圓：郭敬
  - 天山雪蓮：陸見寧
  - 花豆：楚琉香
  - 紅豆：任瑩瑩
  - 綠豆：韋曉寶
  - 薏仁：小聾女
  - 黑糖粉圓：伊賀倉太

## 劇情修改
製作單位最初設定的劇情要有四男四女，但礙於檔期等諸多原因，人數多達十四位的Lollipop棒棒堂和黑Girl，只能派出三男三女主演，製作單位只好修改劇情。據工作人員透露，衛視與製作單位合作拍攝《黑糖群俠傳》原本談得很融洽，但決定卡司陣容時雙方即出現不合，製作單位希望演員愈強愈好，最好是敖犬、王子、小薰、鬼鬼、Mei Mei等能主演，但衛視中文台想拉拔較不紅的成員，使得較受歡迎的敖犬、鬼鬼、Mei Mei都出局，而且鬼鬼因檔期問題正拍攝《霹靂MIT》，因此三人只能客串演出。 
有趣的是各主角就讀的「西城武術學院」裡的科目都以平凡學校裡的科目為名卻教授不同的武林功夫，「健康教育」就是點穴課，「物理」就是暗器課，「化學」就是毒術課，「美容」就是易容術課等。

## 製作團隊
- 統籌：朱玲慧
- 執行製作：陳榮謙、吳華強
- 場記：古容
- 製作人：柯宜勤
- 導演：于華坤、柯翰辰
- 副導演：蔡承麟
- 攝影師：傅允浩
- 燈光師：陳彥旭
- 編劇：方懿德、曹晴雅
- 動畫導演：于中中
- 動作導演：王經緯
- 動作指導: 張崇玹(中泰)
- 動作助理：張軒懷
- 美術指導：羅文璟
- 道具陳設：王詮勝、胖虎
- 造型設計：阮瑞潔
- 梳化妝：張桂芳
- 服裝管理：石慧怡
- 剪輯：蘇佩玉、溫明龍
- 後製：楊壹舒
- 監製：安景鴻、盛士驊
- 總監製：洪任中、張世明
- 製作助理：廖經中、黃義騰、洪聖明
- 總策劃：郭元冲
- 製作公司：多曼尼製作有限公司

## 收視率
- 註：
  - 這是四歲以上，也就是總體觀眾的收視率。
  - 收視排名是將一星期內在台灣任何有線電視頻道播放的節目的收視作比較（本劇於台灣衛視中文台播放）。

| 播映日期       | 集數     | 平均收視率 | 收視排名 | 備註                                               |
| -------------- | -------- | ---------- | -------- | -------------------------------------------------- |
| 2008年7月26日  | 第1集    | <0.71      | 20以外   | -                                                  |
| 2008年8月2日   | 第2集    | 1.00       | 12       | -                                                  |
| 2008年8月9日   | 第3集    | 0.98       | 13       | -                                                  |
| 2008年8月16日  | 第4集    | 1.01       | 20       | -                                                  |
| 2008年8月23日  | 第5集    | 1.12       | 14       | -                                                  |
| 2008年8月30日  | 第6集    | 1.20       | 10       | 15至24歲組別收視第1(2.81)                          |
| 2008年9月6日   | 第7集    | <0.87      | 20以外   | 15至24歲組別收視第1(2.97)                          |
| 2008年9月13日  | 第8集    | 1.00       | 19       | -                                                  |
| 2008年9月20日  | 第9集    | <0.89      | 20以外   | 15至24歲組別收視第1(1.87)                          |
| 2008年9月27日  | 第10集   | <0.98      | 20以外   | 15至24歲組別收視第1(2.40)                          |
| 2008年10月4日  | 第11集   | 1.16       | >7       | 4至14歲組別收視第3(3.45) 15至24歲組別收視第1(2.36) |
| 2008年10月11日 | 第12集   | 1.12       | 9        | 4至14歲組別收視第6(2.65) 15至24歲組別收視第1(2.24) |
| 2008年10月18日 | 第13集   | 1.40       | 3        | 4至14歲組別收視第1(3.71) 15至24歲組別收視第1(2.99) |
| 收視平均       | 收視平均 | <1.03      | -        |                                                    |

資料來源：凱洛媒體週報（台灣有線電視節目收視排行）